# 阿尔登
阿勒河畔阿尔登（德語：Ahlden (Aller)），通称阿尔登，是德国下萨克森州的一个市镇。总面积25.84平方公里，总人口1511人，其中男性713人，女性798人（2011年12月31日），人口密度58人/平方公里。